# 鉄の夢
『鉄の夢』（てつのゆめ、The Iron Dream）は、ノーマン・スピンラッドが1972年に発表したSF小説。作品全体が「SF作家アドルフ・ヒトラーの遺作『鉤十字の帝王』の第2版」という架空の書籍になっているメタフィクションである。ネビュラ賞候補作。1974年、フランスのアポロ賞を受賞。

## 構成
『鉄の夢』の本文最初のページは『鉤十字の帝王』の表紙である。表紙の四隅には逆卍（卐）が描かれている。次ページ以降には出版社による煽り文句、作者アドルフ・ヒトラーの紹介、ヒトラーの著作一覧があって小説本文が始まる。小説本文の最後のページの後に『鉤十字の帝王』第2版へのあとがきとしてニューヨーク大学教授ホーマー・フィップルによる作品と作者についての評文があり、評文の最後のページが『鉄の夢』の本文最後のページとなっている（日本語版では、この後に『鉄の夢』の訳者あとがきがある）。
『鉤十字の帝王』の原文は英語としてはかなり稚拙な文体で書かれている。ストーリーも陳腐かつ荒唐無稽であり、作中世界（『鉤十字の帝王』が書かれた世界）の評者フィップルは執筆当時のヒトラーが常軌を逸した精神状態にあったことを作品から読み解いている。しかしそれらはすべてスピンラッドの意図したものであり、作中世界のヒトラーおよび世界自体の姿を浮き彫りにするための手段である。
作中世界では大ソビエト連邦が世界のほとんどを支配しており、アメリカ合衆国とその同盟国である大日本帝国だけがかろうじて抵抗を続けている。『鉤十字の帝王』はそうした社会情勢を背景に書かれた作品であると同時に、現実世界におけるナチス・ドイツのメタファーに満ちている。例えば主人公フェリック・ジャガーの容姿はナチス・ドイツが理想としたアーリア人そのものであり、彼の部下たちもナチスの要人をモデルにしている。宿敵ジンド帝国とミュータントやドムたちにはソビエト連邦とユダヤ人のイメージが混合されているが、フィップルは後者の可能性に気づきながらもそれを否定している。
現実世界の読者の多くは『鉤十字の帝王』で描かれたヘルドンの国家体制（特にジンド滅亡後の展開）をディストピアとしか受け取れないだろう。しかしながら、共産主義の脅威を間近に感じ続けている作中世界の読者にとってはカタルシスに満ちており、熱狂的な支持を受けたとされている。

### アドルフ・ヒトラー
アドルフ・ヒトラー（1889年4月20日 - 1953年）は、ドイツ系アメリカ人のSF作家、イラストレーター、同人誌編集者。
オーストリア生まれ。第一次世界大戦ではドイツ軍に一兵士として従軍し、戦後の一時期は泡沫的な反共政党の一つ「国家社会主義党」に加わっていた。1919年にアメリカへ移民、1930年代初期からはSFイラストレーターとして、やがて作家としても名を知られるようになった。
ヒトラーは話術に優れ、SFファンダムの人気者だった。ドイツ時代の政治活動については積極的に語りたがらなかったが、遺作となった『鉤十字の帝王』からは強い反共思想を読み取ることが出来る。

### 鉤十字の帝王
『鉤十字の帝王』（かぎじゅうじのていおう、Lord of the Swastika ）は、アドルフ・ヒトラーが1953年に発表したSF小説。作者没後に1954年度ヒューゴー賞 長編小説部門を受賞した（※現実世界ではこの年度は受賞作なし）。一時絶版となっていたが、1959年にホーマー・フィップルによる評文を付して再版された。
カルト的な人気があり、ジャガー自身がデザインしたヘルドンの軍服はSF大会のマスカレードなどでよく題材にされる。

#### あらすじ
旧世界が「火の時代」によって滅びてから千年あまり後（AF1142年）、世界は残留放射能によって醜くおぞましい姿に変貌したミュータント、そしてミュータントどもの精神を操り奴隷にしているドム（ドミネーター：優勢種）に満たされていた。遺伝子を汚染されていない「純人間」だけが住む唯一の国であったヘルドン大共和国も、浸透したドムの工作によってなし崩しにミュータントを下層労働者として受け入れ始めていた。
両親ともに正統なヘルドン人でありながら、訳あって隣国ボルグラヴィアで生まれ育ったフェリック・ジャガーは、ヘルドンの市民権を得ようと国境の街を訪れたことからそうした実態を知り、祖国を救うために立ち上がった。旧ヘルドン王家の血を引く者にしか扱えないという伝説の武器「ヘルドの大指揮杖」を手に入れたジャガーは、彼を熱狂的に支持する純人間達を率いてヘルドンの首都へ乗り込む。
ミュータントやドムどもを片っ端から大指揮杖で薙ぎ倒し、ドムの傀儡と化していた旧政府首脳を粛清してヘルドンの総統に就任したジャガーは、国民の遺伝子浄化と軍備の増強を進める。ドムどもの本拠地であるジンド帝国では遺伝子操作によって戦闘のみに特化したミュータントが大量生産され、一人のドムと数千のミュータントからなる軍団がいくつも編成されてヘルドンに攻撃をかけるが、ジャガーは自ら陣頭指揮して反撃、逆に敵地深くへと侵攻していく。

## 日本語版
早川書房より荒俣宏の翻訳で四六判（海外SFノヴェルズ、1980年）と文庫版（ハヤカワ文庫SF、1986年、ISBN 978-4-15-010698-0）が刊行された。